# Налог на прирост капитала
Налог на прирост капитала  (англ. capital gains tax) — налог на доходы физических и юридических лиц, взимаемый с реализованного прироста капитала.
Прирост капитала в основном получается от продажи акций, облигаций, драгоценных металлов и имущества. Прирост капитала признается, когда активы проданы по более высокой цене, чем было заплачено при их приобретении, или когда они производят своего рода дополнительную стоимость, например, приносят проценты или дивиденды. Налог на прирост капитала взимается только с разницы между текущей и начальной стоимостью.
Не во всех странах изымается налог на прирост капитала, в различных странах установлены различные ставки этого налога, и эти ставки могут отличаться в зависимости от того, является лицо физическим или юридическим.